# 鼠尾蝠科
鼠尾蝠科（學名：Rhinopomatidae），哺乳綱、翼手目的一科，其下有鼠尾蝠屬1屬6種。

## 分類
鼠尾蝠科 Rhinopomatidae
- 鼠尾蝠屬 Rhinopoma
  - 埃及鼠尾蝠（英语：Egyptian_mouse-tailed_bat） R. cystops Thomas 1903[1]
  - 葉門鼠尾蝠（英语：Yemeni_mouse-tailed_bat） R. hadramauticum Benda et al. 2009[1]
  - 小鼠尾蝠（英语：Lesser_mouse-tailed_bat） R. hardwickii Gray, 1831[1]
  - 麥氏鼠尾蝠（英语：Macinnes%27s_mouse-tailed_bat） R. macinnesi Hayman, 1937[1]
  - 大鼠尾蝠（英语：Greater mouse-tailed bat） R. microphyllum Brünnich, 1792[1]
  - 鼠尾蝠（英语：Small_mouse-tailed_bat） R. muscatellum Thomas 1903[1]